# Heffron Drive
Heffron Drive es un dúo estadounidense compuesto por Kendall Schmidt, conocido por su participación en la serie de televisión Big Time Rush y por pertenecer a la banda estadounidense homónima, con uno de sus mejores amigos de la infancia Dustin Belt. Son una banda que contiene Electro, Pop, Alternativo y Rock, que actualmente se encuentra en California. Kendall Schmidt realiza la voz y guitarra, mientras que Dustin Belt realiza coros y guitarra.
Su música es un estilo Pop Electrónico y Rock Alternativo con letras que ellos mismos definen como "poesía pop" ya que en cada verso hay una historia de amor diferente y le ponen un toque romántico pero con una melodía dance pegadiza.

## Historia

### 2008: Formación, inicio y pausa temporal
En 2008 Kendall Schmidt junto a Dustin Belt, Ambos originarios de Wichita, KS, formaron la banda Heffron Drive, cuyo nombre hace referencia a la calle donde ambos residían en Burbank, California. Para impulsar su música el grupo creó una cuenta en Myspace, donde publicaron vídeos y canciones de su autoría. Sin embargo, después de que Schmidt fuera seleccionado para formar parte de la banda Big Time Rush, Heffron Drive pasó a un segundo plano. De todas formas, Belt consiguió colaborar como guitarrista de Big Time Rush en las giras musicales y en los momentos libres ambos amigos continuaron componiendo música.

#### 2013:Big Time Rush
En marzo de 2013, el dúo anunció que realizarían presentaciones en Austria y Alemania. También se presentaron en el Slime Fest en Australia junto con Big Time Rush. En octubre de 2013, los miembros de Heffron Drive indicaron que emprenderían una gira musical por varias ciudades de Estados Unidos que iniciaría el 23 de noviembre en Houston, Texas hasta el 22 de diciembre en Los Ángeles, California. 
En la gira, titulada Winter Tour, presentaron sus canciones ya conocidas más nuevo material (Art Of Moving On, One Track Mind y Feels So Good), el cual fueron produciendo ambos durante estos años.

## Regreso

### 2013: Durante Big Time Rush
En marzo de 2013, el dúo anunció que realizarían presentaciones en Austria y Alemania. También se presentaron en el Slime Fest en Australia junto con Big Time Rush. En octubre de 2013, los miembros de Heffron Drive indicaron que emprenderían una gira musical por varias ciudades de Estados Unidos que iniciaría el 23 de noviembre en Houston, Texas hasta el 22 de diciembre en Los Ángeles, California. En la gira, titulada Winter Tour, presentaron sus canciones ya conocidas más nuevo material (Art Of Moving On, One Track Mind y Feels So Good), el cual fueron produciendo ambos durante estos años.

## Establecidos nuevamente como banda

### 2014: Primer sencillo: Parallel y Primer Disco: Happy Mistakes

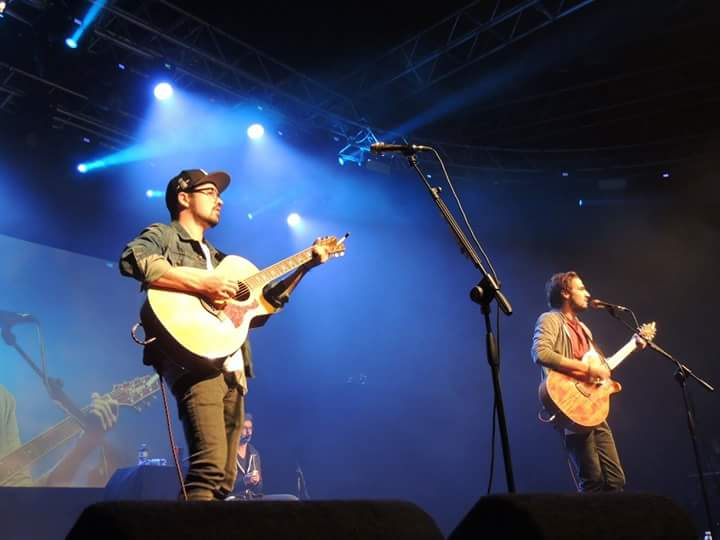
Heffron Drive tocando en vivo.

El 29 de enero confirmaron que lanzarían su primer y nuevo sencillo en marzo y que se presentarían en el SXSW en Austin, Texas.
El 3 de marzo de 2014, Kendall Schmidt anuncio por medio de una entrevista para el diario estadounidense HuffPost Live el título del nuevo sencillo de la banda que tendrá por nombre Parallel y será lanzado el día 25 de marzo de 2014 a través de la plataforma digital de iTunes. La pre-orden del sencillo fue liberada el 11 de marzo de 2014, también mediante la plataforma digital de iTunes. En julio de 2014 anunciaron que lanzarían su primer álbum titulado Happy Mistakes, en septiembre de ese mismo año, y que emprenderían su tercera gira musical The Happy Mistakes Tour en la que recorrerán nuevamente Estados Unidos, además de que harían su primera presentación, siendo esta primera en Monterrey, Nuevo León el 23 de octubre en el Café Iguana y por lo tanto en México el 24 de octubre en El Plaza Condesa, como en el Reino Unido en el mes de diciembre.

### 2015: Happy Mistakes Unplugged
Es el segundo álbum que lanzó el dúo Heffron Drive. Este álbum contiene los 10 temas del álbum estándar debut de Heffron Drive (con excepción de Interlude), pero en versión acústica (versión desenchufada).
Kendall Schmidt confirmó el día 14 de marzo vía Twitter que el álbum se denominaría Happy Mistakes: Unplugged, y que sería lanzado el día 28 de abril, y que el mismo día será lanzado el vídeo musical de la canción que le da nombre al primer álbum del dúo estadounidense. El día 30 de abril, para celebrar la salida de su álbum en Unplugged, el dúo se presentará en el The Mint de Los Ángeles tocando su nuevo material. Asimismo; anunciaron una nueva gira la cual contará con fechas en varias ciudades de varios países latinoamericanos tales como México (Ciudad de México, Monterrey y Guadalajara) y Argentina (Buenos Aires y Ciudad de Córdoba).

### 2016: Dos sencillos lanzados, Gira de verano y nuevo álbum
En 30 de marzo anunciaron a través de su página web que lanzarían un nuevo sencillo. El 1 de abril en iTunes se liberó la Pre-Ordenacion del nuevo sencillo Rain Don't Come (La lluvia no viene), que finalmente fue lanzado a todo el mundo el 8 de abril, la canción cuenta con video oficial que fue lanzado el 14 de abril. El 24 de junio fue lanzado el segundo sencillo del año: Don' Let Me Go (No me dejes ir). El mismo día fue lanzado el video oficial de la canción que actualmente cuenta con más de 200 mil reproducciones en Youtube. A través de Twitter e Instagram, Kendall Schmidt actualizó durante el mes de octubre que estaba trabajando en nueva música para el nuevo álbum que saldrá a principios del año 2017.

### 2017: Heffron Drive Tour 2017, nuevo sencillo y EP: The Slow Motion; sencillo del nuevo álbum y nueva gira
En octubre de 2016, HD anuncio a través de su página una nueva gira llamada Heffron Drive Tour 2017 que pasaría por México, Italia, Rusia, Francia y Suiza, comenzara el 13 de enero en Ciudad de México, México y finalizara el 26 de febrero en Roma, Italia,
A principios de enero, Kendall publicó fotos en su cuenta de Instagram sesiones de grabación que daban la idea de un nuevo sencillo o EP. Días más tarde, Kendall anunció su nuevo sencillo llamado "Living Room, Se lanzó el 13 de enero para todas las plataformas digitales. El video musical, fue lanzado junto con el sencillo el mismo día.
El día 24 de enero, Kendall anuncia a través de Instagram que su nuevo trabajo discográfico se llama "The Slow Motion", que saldrá a la luz el día 10 de febrero.
Durante los días de julio se anunciaron que el primer sencillo del siguiente álbum de estudio sería One Way Ticket, que finalmente vio la luz el día 4 de agosto en todas las plataformas digitales, incluyendo video musical en Youtube.
Así mismo, tras la salida del sencillo, se confirmó que habrá nueva gira desde el último trimestre del año, llamada One Way Ticket Tour, que partirá en Latinoamérica.

### 2018: Sencillos, y concurso iHeart Radio
El día 19 de enero, lanza a nivel mundial su primer sencillo del año, titulado "Mad at the World", canción que refleja el malestar sobre la situación actual del mundo. Más tarde, el 1 de marzo, se anuncia a través de las redes sociales de la banda, la salida del segundo sencillo del año, "Separate Lives", que salió a la luz el día 9 de marzo. El día 15 de junio, lanza el tercer sencillo del año, titulado "Hot Summer", autodeclarada como la canción del verano.
Durante los meses de mayo y junio, Heffron Drive estuvo nominado en los Macy's iHeart Radio Rising Star, donde el ganador abrirá el festival musical de los iHeart Radio en septiembre, en Las Vegas. El dúo resultó ganador de la competencia.
Tras ganar el concurso, que se supo el día 7 de julio, Kendall anunció en Twitter que habrá más música, la que saldrá a luz durante su presentación en el festival.

### 2018: Black on Black y pausa musical indefinida
A fines de 2018 (noviembre) a modo de celebración del cumpleaños de Kendall Schmidt, la banda sacó su último sencillo titulado Black on Black, que no alcanzó el éxito esperado.
Tras eso la banda decidió, sin anunciarlo, tomar una pausa musical de forma indefinida. Tanto es así, que en la biografía de sus redes sociales, ni Dustin Belt ni Kendall poseen el nombre de la banda.

## Discografía

### Álbumes de estudio
| Happy Mistakes                                                           | - Lanzamiento: 9 de septiembre de 2014 - Formatos: CD, descarga digital - Discográfica: TOLBooth Records | 84 | 19 |
| "—" denota que el álbum no se lanzó o no se posicionó en ese territorio. | |    |    |

### Álbumes en Vivo
| Happy Mistakes: Unplugged                                                | - Lanzamiento: 28 de abril de 2015 - Formatos: Descarga digital - Discográfica: TOLBooth Records | 16 |
| "—" denota que el álbum no se lanzó o no se posicionó en ese territorio. |                                                                                                  |    |

### EP
| Título             | Detalles |
| ------------------ | --- |
| The Forthcoming    | - Lanzamiento: 1 de abril de 2009 - Formatos: Descarga digital - Discográfica: TOLBooth Records                |
| The Slow Motion EP | - Lanzamiento: 10 de febrero de 2017 - Formatos: LP, Casete, descarga digital - Discográfica: TOLBooth Records |

### Sencillos
- 2009: The Dirty Blue Drink (Instrumental)
- 2013: Art of Moving On (Live)
- 2013: One Track Mind (Live)
- 2013: Feels So Good (Live)
- 2014: Parallel[9]
- 2014: Parallel (Orchestral Version)[10]
- 2015: Eyes on You[11]
- 2016: Rain Don't Come[12]
- 2016: Don't Let Me Go[13]
- 2017: Living Room[14]
- 2017: One Way Ticket[15]
- 2018: Mad At The World[16]
- 2018: Separate Lives[17]
- 2018: Hot Summer[18]
- 2018: Black on Black[19]

## Videos musicales
- 2014: One Track Mind[20]
- 2015: Happy Mistakes[21]
- 2016: Rain Don't Come[22]
- 2016: Dont Let Me Go[23]
- 2017: Living Room[24]
- 2017: Slow Motion[25]
- 2017: One Way Ticket[26]
- 2018: Mad at the World[27]
- 2018: Hot Summer

### Videos Lyrics
- 2014: Parallel - Letra en Inglés[28]
- 2016: Rain Don't Come - Letra Italiano,[29] Español[30]  e Inglés[31]

### Unplugged: The Live Sessions
- 2015: Art Of Moving On[32]
- 2015: Division Of The Heart[33]
- 2015: Nicotine[34]
- 2015: Had To Be Panama[35]
- 2015: Everything is Changed[36]

## Giras
- 2013: Heffron Drive Feat. Kendall Schmidt Tour
- 2013: Heffron Drive Winter Tour 2013
- 2014: The Happy Mistakes Tour
- 2015: Happy Mistakes: Unplugged Tour
- 2015: Home For The Holidays Tour
- 2016: Heffron Drive: Live in Italy
- 2016: HD Summer Tour
- 2017: Heffron Drive Tour 2017
- 2017: One Way Ticket Tour 2017
- 2019: TBA